# Stazione di Gatteo a Mare
La stazione di Gatteo a Mare è una fermata ferroviaria posta sulla linea Bologna-Rimini, a servizio della località di Gatteo a Mare.

## Movimento
La stazione è servita da treni regionali svolti da Trenitalia Tper nell'ambito del contratto di servizio stipulato con la regione Emilia-Romagna.
Al 2007, l'impianto risultava frequentato da un traffico giornaliero medio di circa 260 persone.
A novembre 2019, la stazione risultava frequentata da un traffico giornaliero medio di circa 237 persone (110 saliti + 127 discesi).

## Servizi
La stazione è classificata da RFI nella categoria bronze.